# Bibliomania
Bibliomania – jeden z możliwych objawów w zaburzeniu obsesyjno-kompulsyjnym polegający na obsesyjnej namiętności do kolekcjonowania książek rzadkich lub efektownych bez względu na ich wartość intelektualną czy użytkową. Amerykańskie Towarzystwo Psychiatryczne w DSM-IV nie uznaje bibliomanii za zaburzenie.